# Rheocyclops virginianus
Rheocyclops virginianus – gatunek widłonoga z rodziny Cyclopidae.

## Systematyka
Gatunek ten opisała w 1993 roku amerykańska biolog Janet W. Reid, nadając mu nazwę Diacyclops virginianus. Miejsce typowe to koryto strumienia Goose Creek w hrabstwie Loudoun w amerykańskim stanie Wirginia. W 1999 roku takson ten został wyznaczony na gatunek typowy nowego rodzaju Rheocyclops wprowadzonego przez Reid i Davida L. Strayera.